# Jan Moniwidowicz
Jan Moniwidowicz herbu Leliwa, właściwie Iwaszko Moniwidowicz (ur. ok. 1395 – zm. 1458) – bojar wielkolitewski, starosta podolski i krzemieniecki 1437/1438, marszałek hospodarski w 1438 roku, wojewoda trocki (1443–1458), wojewoda wileński w 1458 r.

## Życiorys
Był synem Moniwida, wojewody wileńskiego i księżniczki smoleńskiej Julianny. Początkowo stronnik Świdrygiełły, od 1440 opowiadał się za objęciem tronu wielkoksiążęcego przez króla polskiego. Przewodził na Litwie stronnictwu broniącemu praw Wielkiego Księstwa Litewskiego, ale unikającego zatargów z królem i Polską.